# Камайа
Камайа (англ. Kamiah; i[ˈkæmi.aɪ] — Каміай) — місто в Сполучених Штатах Америки у північній частині штату Айдахо. Адміністративно підпорядковане округу Люїс, частина містечка — округу Айдахо. Розташоване на березі річки Клірвотер. Згідно з переписом 2010 року населення становило 1 295 осіб, що на 135 осіб більше, ніж 2000 року.

## Географія
Камайа розташована за координатами 46°13′36″ пн. ш. 116°1′42″ зх. д. / 46.22667° пн. ш. 116.02833° зх. д. (46.226796, -116.028303).  За даними Бюро перепису населення США в 2010 році місто мало площу 3,03 км², з яких 2,80 км² — суходіл та 0,23 км² — водойми.

### Клімат
| Клімат : Камайа         | Клімат : Камайа | Клімат : Камайа | Клімат : Камайа | Клімат : Камайа | Клімат : Камайа | Клімат : Камайа | Клімат : Камайа | Клімат : Камайа | Клімат : Камайа | Клімат : Камайа | Клімат : Камайа | Клімат : Камайа | Клімат : Камайа |
| Показник                | Січ.            | Лют.            | Бер.            | Квіт.           | Трав.           | Черв.           | Лип.            | Серп.           | Вер.            | Жовт.           | Лист.           | Груд.           | Рік             |
| Абсолютний максимум, °C | 15,0            | 18,9            | 27,2            | 31,1            | 36,7            | 40,0            | 41,7            | 43,3            | 39,4            | 31,7            | 22,2            | 14,4            | 43,3            |
| Середній максимум, °C   | 3,9             | 8,7             | 12,9            | 17,8            | 22,7            | 26,3            | 34,0            | 33,1            | 27,3            | 16,9            | 7,6             | 2,3             | 17,8            |
| Середній мінімум, °C    | −3,1            | −2,4            | −0,3            | 2,2             | 5,2             | 9,4             | 12,0            | 10,7            | 7,3             | 2,8             | −0,4            | −4,1            | 3,3             |
| Абсолютний мінімум, °C  | −20,6           | −16,7           | −12,2           | −5,6            | −2,8            | 0,0             | 3,3             | 2,2             | −3,3            | −11,1           | −15,6           | −19,4           | −20,6           |
| Норма опадів, мм        | 53              | 42              | 55              | 62              | 63              | 60              | 21              | 23              | 34              | 49              | 61              | 52              | 575             |
| Днів з опадами          | 12              | 10              | 12              | 12              | 11              | 10              | 4               | 5               | 6               | 9               | 13              | 12              | 116,0           |
| ----------------------- | --------------- | --------------- | --------------- | --------------- | --------------- | --------------- | --------------- | --------------- | --------------- | --------------- | --------------- | --------------- | --------------- |
| Джерело: WRCC           |                 |                 |                 |                 |                 |                 |                 |                 |                 |                 |                 |                 |                 |

## Демографія

### Перепис 2010 року
Згідно з переписом 2010 року, у місті проживало 1 295 осіб у 596 домогосподарствах у складі 325 родин. Густота населення становила 463,0 особи/км². Було 642 помешкання, середня густота яких становила 229,5/км². Расовий склад міста: 82,2 % білих, 0,4 % афроамериканців, 8,9 % індіанців, 0,7 % азіатів, 0,3 % тихоокеанських остров'ян, 3,7 % інших рас, а також 3,9 % людей, які зараховують себе до двох або більше рас. Іспанці і латиноамериканці незалежно від раси становили 5,5 % населення.
Із 596 домогосподарств 25,0 % мали дітей віком до 18 років, які жили з батьками; 39,1 % були подружжями, які жили разом; 9,6 % мали господиню без чоловіка; 5,9 % мали господаря без дружини і 45,5 % не були родинами. 39,9 % домогосподарств складалися з однієї особи, у тому числі 22,1 % віком 65 і більше років. В середньому на домогосподарство припадало 2,17 мешканця, а середній розмір родини становив 2,91 особи.
Середній вік жителів міста становив 45,7 року. Із них 23,9 % були віком до 18 років; 5,7 % — від 18 до 24; 19,7 % від 25 до 44; 26,7 % від 45 до 64 і 24 % — 65 років або старші. Статевий склад населення: 48,3 % — чоловіки і 51,7 % — жінки.
Середній дохід на одне домашнє господарство  становив 38 936 доларів США (медіана — 29 295), а середній дохід на одну сім'ю — 48 879 доларів (медіана — 41 513). Медіана доходів становила 40 000 доларів для чоловіків та 23 333 долари для жінок. За межею бідності перебувало 24,6 % осіб, у тому числі 34,1 % дітей у віці до 18 років та 16,1 % осіб у віці 65 років та старших.
Цивільне працевлаштоване населення становило 513 особи. Основні галузі зайнятості: освіта, охорона здоров'я та соціальна допомога — 19,5 %, мистецтво, розваги та відпочинок — 18,3 %, роздрібна торгівля — 12,7 %, сільське господарство, лісництво, риболовля — 11,3 %.

### Перепис 2000 року
Згідно з переписом 2000 року, у місті проживало 1 160 осіб у 531 домогосподарствах у складі 302 родин. Густота населення становила 407,2/км². Було 607 помешкань, середня густота яких становила 213,1/км². Расовий склад міста: 88,88 % білих, 0,26 % афроамериканців, 8,02 % індіанців, 0,34 % азіатів, 0,09 % тихоокеанських остров'ян, 1,47 % інших рас і 0,95 % людей, які зараховують себе до двох або більше рас. Іспанці і латиноамериканці незалежно від раси становили 4,14 % населення.
Із 531 домогосподарств 22,2 % мали дітей віком до 18 років, які жили з батьками; 44,6 % були подружжями, які жили разом; 9,2 % мали господиню без чоловіка, і 43,1 % не були родинами. 38,4 % домогосподарств складалися з однієї особи, у тому числі 23,5 % віком 65 і більше років. В середньому на домогосподарство припадало 2,17 мешканця, а середній розмір родини становив 2,87 особи.
Віковий склад населення: 24,0 % віком до 18 років, 6,0 % від 18 до 24, 20,9 % від 25 до 44, 26,1 % від 45 до 64 і 23,0 % від 65 років і старші. Середній вік жителів — 44 роки. Статевий склад населення: 46,8 % — чоловіки і 53,2 % — жінки.
Середній дохід домогосподарств у місті становив US$21 793, родин — $33 424. Середній дохід чоловіків становив $25 982 проти $19 688 у жінок. Дохід на душу населення в місті був $14 111. About 12,5 % родин і 18,5 % населення перебували за межею бідності, включаючи 22,6 % віком до 18 років і 12,2 % від 65 і старших.